# Alan Lloyd Hodgkin
Alan Lloyd Hodgkin (født 5. februar 1914, død 20. december 1998) var en engelsk biofysiker. Han vandt Nobelprisen i fysiologi eller medicin i 1963.